# Jonathan Akpoborie
Jonathan Akpoborie (né le 20 octobre 1968 à Lagos) est un footballeur nigérian qui jouait au poste d'attaquant. 
Il a passé l'essentiel de sa carrière en club en Allemagne, notamment au Hansa Rostock, à Stuttgart et à Wolfsburg pour lesquels il a inscrit respectivement 20, 22 et 20 buts. Il a disputé deux Coupes d'Afrique des nations avec les Super Eagles en 1992 et 2000, mais n'a jamais disputé de coupe du monde. En 1998, il est évincé au dernier moment de l'équipe qui va disputer le Mondial français.
Il commence sa carrière dans le club nigérian Julius Berger Football club

## Démêlés judiciaires
En 2001, Akpoborie fit la une des journaux à la suite d'une sombre histoire d'esclavage moderne : un bateau battant pavillon nigérian, l'Etireno, a été arraisonné au Bénin car il était suspecté de transporter une quarantaine d'enfants du Bénin, du Togo et du Sénégal jusqu'au Gabon pour qu'ils y soient réduits à un sort proche de l'esclavage. Or, ce bateau appartenait à Jonathan Akpoborie. Il avait en effet investi de l'argent pour prendre une participation dans deux bateaux dont il avait confié la gestion à des membres de sa famille. Cet incident a mené son club, le VfL Wolfsburg, à le suspendre puis à le vendre à 1. FC Sarrebruck où il termina rapidement après sa carrière, afin de retourner en Afrique pour prouver son innocence,. Le documentaire de la ZDF, Le Navire du buteur, réalisé par Heidi Specogna en 2010, retrace cette histoire.